# Гамен, Алексей Юрьевич
Алексей Юрьевич Гамен (1773—1829) — российский военачальник эпохи наполеоновских войн, генерал-лейтенант (1826) Русской императорской армии.

## Биография
Алексей Гамен родился 18 мая 1773 года в городе Гжатске Смоленской губернии в дворянской семье. Предки его принадлежали к иностранцам, вызванным в Россию в XVII веке для образования первых регулярных войск. Отец его был лейб-медиком при дворе императрицы Екатерины II.
В мае 1779 года его определили в Сухопутный Кадетский (после 1-й) корпус, который он окончил 1 июня 1789 года с отличием и с чином поручика. Поступив на гребной флот, отправленный против шведов под начальством принца Нассау-Зигена, он настолько выделился своей храбростью, что вскоре (13 ноября 1789 года) получил за отличие (при реке Кюмени 22 августа) чин капитана.
Будучи по заключении мира в 1791 году назначен во 2-й Адмиралтейский батальон в Финляндии, Гамен сумел заслужить расположение Александра Суворова, который называл его «храбрым капитаном». В 1793 году он был переведен на Императорский Черноморский флот России, в батальон майора Бриммера, где получил 6 мая 1796 года чин секунд-майора, а 29 ноября — майора.
В 1798—99 гг. Гамен принимал участие в первой войне России с Францией, состоя под командой контр-адмирала Пустошкина в русской эскадре, посланной для завоевания Ионических островов. Командуя отрядом русских и турецких войск, он овладел 18 февраля 1799 года островом Видо, где взял в плен французского генерала с несколькими офицерами и до 300 нижних чинов. Здесь Гамен проявил высшую степень благородства и человеколюбия, защитив неприятеля от своих же союзников-турок, которые бросились резать головы пленным и убитым. Укрыв их в середине русского отряда, он спас жизнь коменданта Видо и остальных пленных.
22 февраля он участвовал во взятии Корфу, а в мае в блокаде Анконы. Высадившись затем с небольшим русско-турецким отрядом в Италии, Гамен взял крепости Фано и Синигалия (1 июня), за что награждён орденом Святой Анны 2-й степени. Во время блокады русскими Генуэзских берегов он, соединясь с австрийцами, участвовал в занятии местечка Турили и отличился своей храбростью при взятии Квинто. По возвращении русского флота в Россию, Гамен 19 февраля 1802 года получил чин подполковника и был назначен командиром 6 флотского экипажа, а 14 сентября 1803 года произведен в полковники с назначением командиром 3-го морского полка. С этим полком он в 1805 году совершил поход в Ганновер.
В 1807 году он принимал участие в войне с Англией и Швецией, командуя войсками на острове Малом Рогге, с которого обстреливал английские и шведские военные суда, атаковавшие наши батареи. 6 января 1809 года Гамен получил алмазные знаки ордена Святой Анны 2-й степени, в мае 1811 года — орден Святого Владимира 4-й степени, а 11 ноября того же года был произведен в генерал-майоры.
Во время Отечественной войны 1812 года Гамен состоял в корпусе графа П. Х. Витгенштейна. С 6 июля он находился в Динабурге, наблюдая движение Макдональда, 15 отступил оттуда и, ведя ежедневные бои с неприятелем, затем присоединился к своему корпусу и 5 августа принял участие в битве при Полоцке, где командовал 14-й дивизией (центр), а 6 августа сражался с 10 часов утра до ночи, выдержал внезапное сильное нападение Сен-Сира и отступил при упорном сопротивлении. Получив две контузии, Гамен не оставил сражения, но после новых двух контузий в левый бок и в голову он был без сознания унесен солдатами с поля боя. За Полоцк Гамен был награждён орденом Святой Анны 1-й степени.

Когда начались наступательные действия графа Витгенштейна на Полоцк, Гамен, еще не совсем оправившись от ран, стал в ряды сражавшихся. На приступе к Полоцку 7 октября он опять был тяжело ранен пулей в живот, что и заставило его оставить театр военных действий. За второе сражение при Полоцке он был 3 января 1813 года награждён орденом святого Георгия 3-й степени № 260 
В ознаменование отличных подвигов мужества и храбрости, оказанных в сражении против французских войск 6-го и 7-го октября при Полоцке.
17 июля 1813 года Гамен был назначен состоять по армии, 15 октября того же года — начальником войск, остававшихся в Петербурге, из которых он сформировал гвардейскую и армейскую пехотные дивизии, а в сентябре 1814 года — бригадным командиром 23-й пехотной дивизии, 2 мая 1815 года — командующим 2-й резервной дивизией, 10 апреля 1816 года — состоящим по армии.
В 1819 году он был отпущен в отпуск за границу для лечения расстроенного ранами здоровья и по возвращении в Россию назначен 26 февраля 1820 года вторым комендантом Кронштадтской крепости. 1 января 1826 года Гамен получил чин генерал-лейтенанта и был назначен первым комендантом Кронштадтской крепости.
Он не оставлял службы, несмотря на то что от контузий в голову лишился зрения, желая дослужить сороковой год. 11 июня 1829 года Алексей Юрьевич Гамен скончался; в день его кончины исполнилось как раз 40 лет его службы. Он был похоронен в Мартышкине (ныне — часть города Ломоносова).

## Семья
Алексей Юрьевич Гамен был женат на Марии Христиановне Геринг (1783—1832) и имел 2-х сыновей и 2-х дочерей.